# Version internationale
La version internationale (aussi appelée VI ou V.I.) d'une production audiovisuelle ou multimédia est une copie de la version originale (langue source) sans les dialogues (son) ni les titres (image). Cette version internationale servira de base pour les adaptations dans une ou plusieurs langues étrangères (langues cibles).
Une version internationale implique l'existence préalable d'une version originale (VO ou V.O.).

## Cinéma
À la version internationale, du fait que sont supprimés les dialogues et les titres de la langue originale, sont rajoutés pour chaque version étrangère:
- des bruitages VI.
- des effets et des ambiances spécifiques à la langue cible.
- des titres ou sous-titres dans la langue cible.
- des génériques de début et de fin dans la langue cible.

## Jeu vidéo
Dans le vocabulaire du jeu vidéo, une version internationale (anglais international version) désigne une nouvelle version d'un jeu précédemment sorti dans son territoire d'origine. La sortie du jeu d'origine dans d'autres pays et territoires s'accompagne parfois de nouveautés non-présentes dans son pays d'origine : la version internationale consiste à ressortir le jeu dans son pays d'origine en l'agrémentant des contenus ajoutés lors des sorties dans d'autres pays. Ce concept est très courant et très populaire au Japon, car les sorties de jeux japonais en Occident sont souvent accompagnées de modifications ou d'ajouts. Par contre, il est très rare, voire inexistant en Europe, en Amérique du Nord et en Australie.

### Historique
La première "Version Internationale" d'un jeu au Japon est le jeu d'arcade Mikie: High School Graffiti (sorti en 1984), qui était la nouvelle version d'un jeu intitulé Mikie, qui était lui-même la version américanisée d'un jeu précédemment publié par Konami, Shinnyūshain Tōru-kun.
Konami a fait la même chose en ressortant à nouveau le jeu d'arcade Salamander au Japon sous le titre de Life Force (titre utilisé auparavant pour la version américaine du jeu).
En 1992, Nintendo a sorti au Japon la version américaine du jeu Super Mario Bros. 2 sous le nom de Super Mario USA. La version américaine était la traduction de la version japonaise originale, Yume Kōjō: Doki Doki Panic, mais incluait quelques nouveautés qui furent incluses dans la deuxième version japonaise.
Le concept des Versions Internationales devient courant au Japon durant l'époque des consoles 32-bits, époque qui voit se démocratiser les doublages dans les jeux vidéo. Les développeurs durent en conséquence prévoir un ou plusieurs doublages pour le marché occidental.

### Liste des versions internationales au Japon
- Animal Crossing
- Biohazard 2: Dual Shock Ver. - contient le nouveau mode de difficulté "USA Version mode".
- Final Fantasy VII International
- Final Fantasy X International
- Final Fantasy X-2 International + Last Mission
- Final Fantasy XII International Zodiac Job System
- Kingdom Hearts: Final Mix
- Kingdom Hearts II: Final Mix+
- Life Force - Nouvelle sortie en version arcade de Salamander, sous le titre utilisé en Amérique du Nord.
- Metal Gear Solid: Integral
- Metal Gear Solid 2: Substance
- Metal Gear Solid 3: Subsistence
- Mikie: High School Graffiti - Nouvelle sortie en version arcade de Shinyûshain Tôru-kun basée sur la version américaine du jeu.
- US Shenmue
- Sonic Adventure International
- Super Mario USA